# Bulbsteven

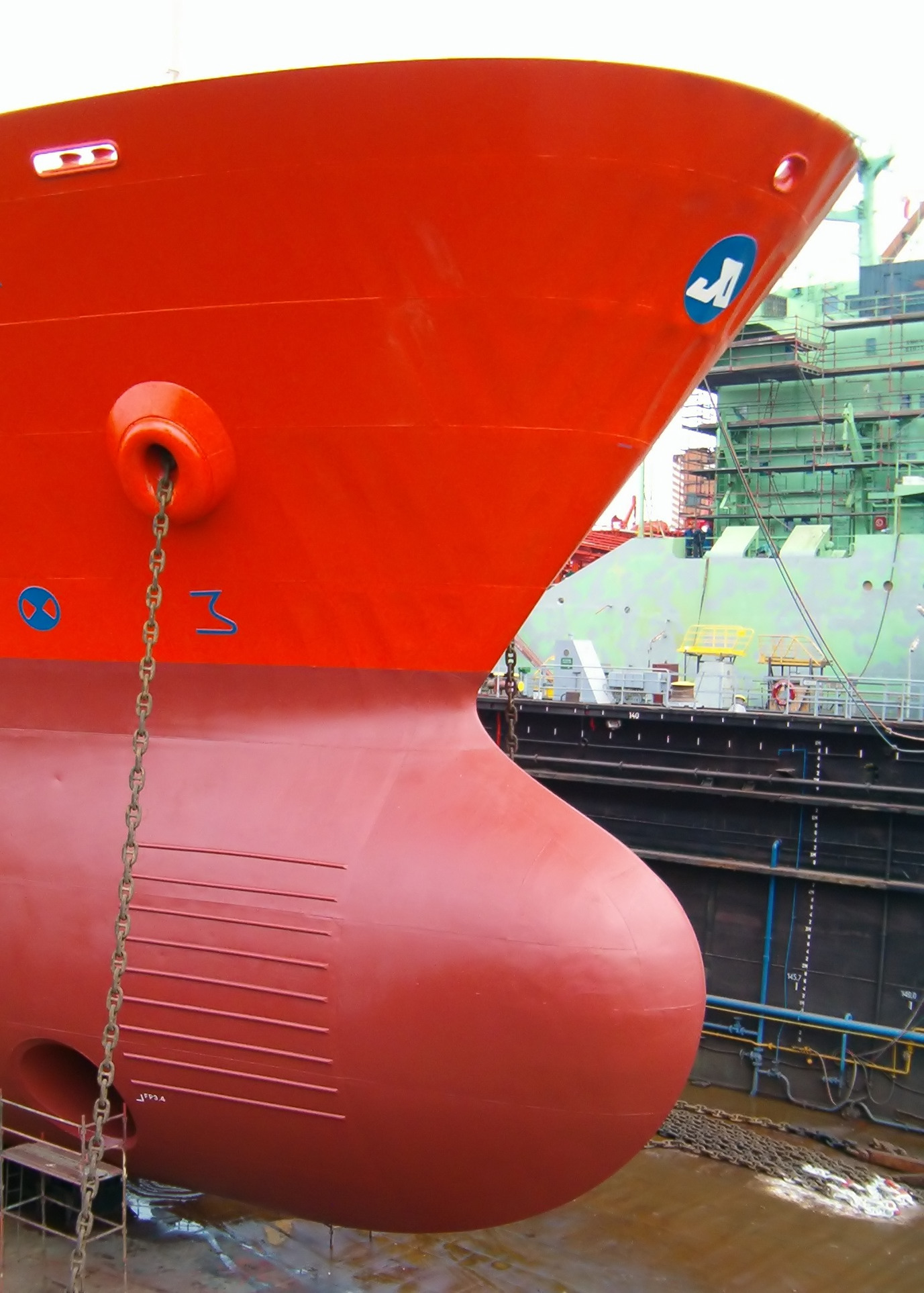
De bulbsteven van een chemicaliëntanker van Jo Tankers

Een bulbsteven is een torpedovormig onderdeel van de boeg van een schip. Het bevindt zich onder de waterlijn. Door de bulb wordt de stroming rond de boeg beïnvloed. Hierdoor wordt, afhankelijk van de snelheid, de golfweerstand van het schip verminderd. Hierdoor is minder vermogen en dus minder brandstof nodig om een bepaalde snelheid te bereiken, of kan bij hetzelfde vermogen een iets hogere snelheid worden bereikt. Dit effect is vooral merkbaar bij grotere schepen. Daarom hebben vrijwel alle moderne grote schepen een bulbsteven.

## Werking

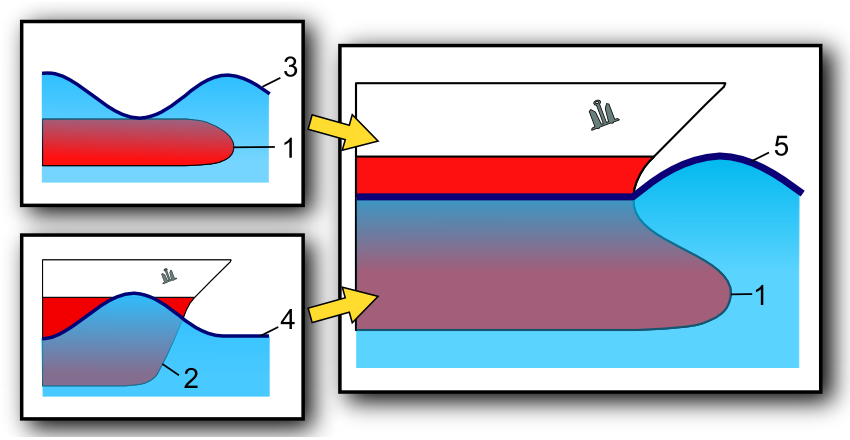
Grafische voorstelling van de werking van de bulbsteven

Een schip ondervindt een weerstand zodra het vaart. Deze wordt bij lagere snelheid voornamelijk veroorzaakt door de wrijvingsweerstand van het nat oppervlak, het oppervlak van de carène. Bij hogere snelheid wordt de golfweerstand groter. Bij een conventionele voorsteven ontstaat er een boeggolf net voor de boeg. Als er net onder het wateroppervlak een bulb wordt geplaatst, net voor deze golf, dan moet het water eerst hierover stromen. Als het hierdoor veroorzaakte golfdal samenvalt met de boeggolf, dan heffen deze elkaar gedeeltelijk op — zogenaamde destructieve interferentie — waardoor het zog aanzienlijk afneemt.
Hoewel het opwekken van een golf door de bulb energie onttrekt aan het schip — de golfweerstand van de bulb — zorgt het opheffen van de boeggolf voor een verandering in de drukverdeling over de romp, waardoor de golfweerstand van het schip als geheel afneemt. Het effect dat de drukverdeling heeft op een oppervlakte heet vormweerstand.
Ondanks de voordelen, hebben bulbstevens alleen een maximaal effect in een smal snelheidsbereik, bij minimaal 6 knopen. Bij andere snelheden kan een bulbsteven zelfs een tegengesteld effect hebben door de toegenomen wrijvingsweerstand en doordat de golflengte en daarvan afhankelijke interferentie snelheidsafhankelijk is. Het effect manifesteert zich het sterkst bij grote schepen.

## Geschiedenis

Symbool van bulbsteven dat aangebracht wordt op de scheepsromp

Het idee ontstond rond 1900. De eerste toepassing lijkt voor de Amerikaanse marine te zijn geweest in 1912. In de jaren twintig verschenen bulbstevens op de Bremen en de Europa, twee Duitse oceaanstomers. De Bremen, die in 1929 in de vaart kwam, won de begeerde Blauwe wimpel met een snelheid van 27,9 knopen. In 1935 combineerde de Franse superliner Normandie een bulbsteven met een radicaal andere scheepsromp en was in staat om snelheden van meer dan 30 knopen te bereiken. De grote rivaal van de Normandie, de Britse liner Queen Mary, haalde dezelfde snelheid zonder bulbsteven en met een conventioneel rompontwerp. Het verschil was dat de Normandie deze snelheid haalde met zo’n 30% minder vermogen dan de Queen Mary en een vergelijkbaar lager brandstofverbruik. De Japanners ontwikkelden de bulbsteven verder. Slagschepen zoals de Yamato hadden een bulbsteven. Het Japanse onderzoek verspreidde zich echter niet naar de westerse wereld en na de oorlog is veel Japanse kennis verloren gegaan.
Vanaf de jaren vijftig werd er in het Westen wetenschappelijk onderzoek naar de bulbsteven gedaan en rond 1960 begon deze steeds meer praktisch toegepast te worden. In de jaren zeventig werden bulbstevens toegepast op snelle koopvaardijschepen. Van grote invloed is Alfred Kracht geweest, die uitgebreid onderzoek deed naar het effect van bulbstevens.
Het eerste theoretische werk was echter van Wigley. Hij toonde in 1936 in The theory of the bulbous bow and its practical application aan dat een cilindrische bulb het water dusdanig versnelt dat een drukverlaging optreedt die doorwerkt tot aan het wateroppervlak en daar een golfdal veroorzaakt die de boeggolf (deels) uitdooft.

## Binnenvaart

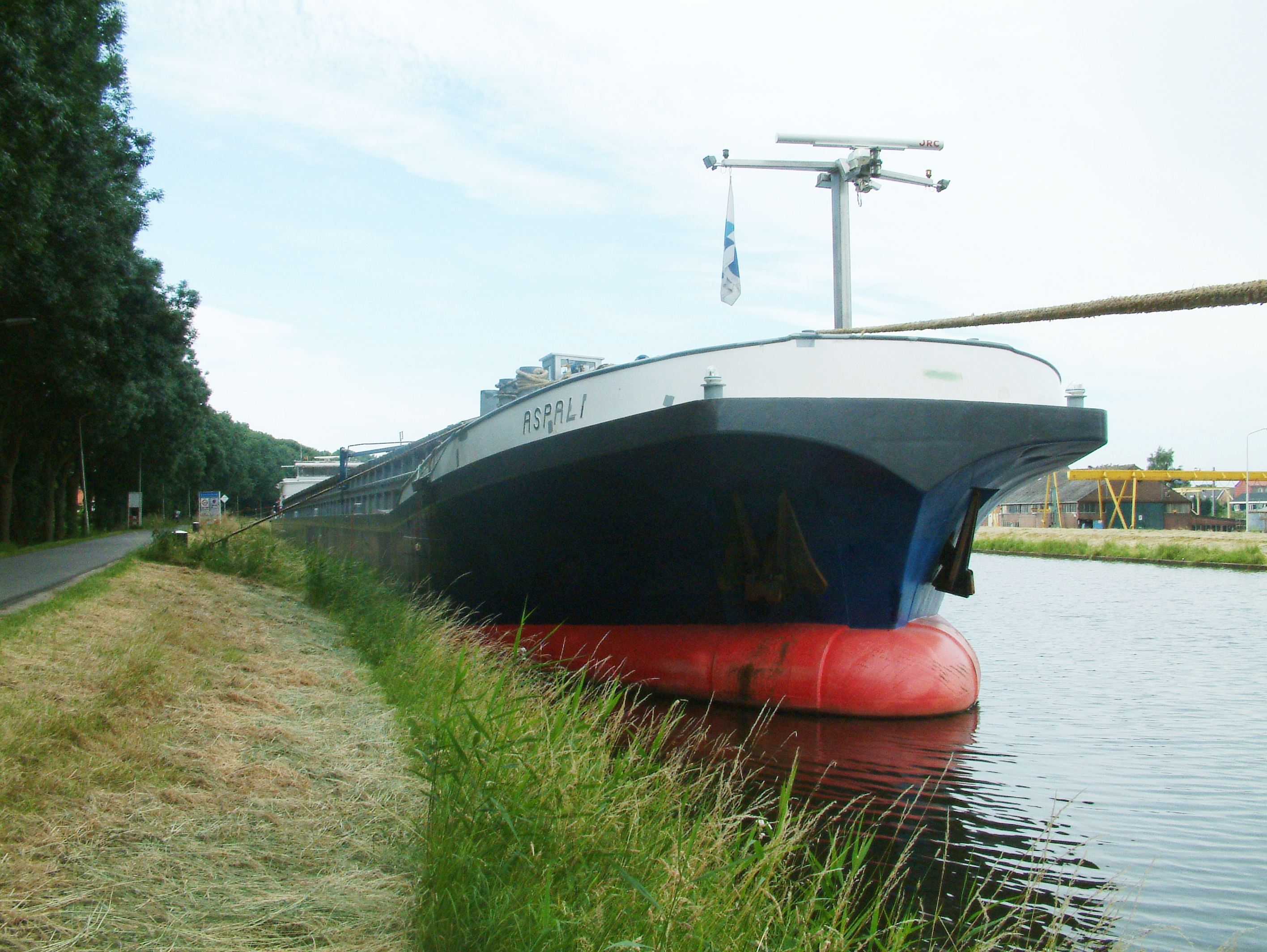
Het motorschip Aspali in het Merwedekanaal in Gorinchem

Ook in de binnenvaart wordt met bulbstevens gevaren, hoewel het daar uitzonderingen zijn. Het motorvrachtschip Aspali, ENI-nummer 02328238, kreeg in 2007 bij een verlenging ook zo'n steven aangemeten. Het resultaat was een brandstofbesparing van naar schatting 19,3%.

## Types
Er zijn verschillende types bulbstevens. De keuze voor een bepaald type hangt onder andere af van de grootte, het vaargebied (ijs of zware zeegang), de vorm (vol of slank) en de ontwerpsnelheid van het schip. Twee types worden veel gebruikt:
- de krachtbulb (vernoemd naar Alfred Kracht), een cilindrische bulb
- de nablabulb, een omgekeerde druppelvorm